# Dominik Sienieński
Dominik Sienieński herbu Dębno (ur. w 1668 w Wilnie, zm. 1743) – polski duchowny rzymskokatolicki, biskup pomocniczy gnieźnieński, dziekan gnieźnieński, kanonik kilku kapituł, oficjał gdański, prezydent Trybunału Głównego Koronnego.

## Życiorys
Syn Aleksandra Sienieńskiego i Eufrozyny zd. Połubińskiej.
W latach 1718 i 1721 prezydent Trybunału Głównego Koronnego.
Był kanonikiem tarnowskim (od końca XVII w.), krakowskim (od 1723) i warmińskim. Zajmował urzędy dziekana gnieźnieńskiego (1719), a następnie oficjała gdańskiego i pomorskiego oraz plebana gdańskiego (1720-1738). W 1724 był członkiem komisji sądu asesorskiego w Warszawie ds. przeprowadzenia śledztwa w sprawie tumultu toruńskiego.
15 listopada 1728 papież Benedykt XIII prekonizował go biskupem pomocniczym gnieźnieńskim oraz biskupem in partibus infidelium maroneńskim. Brak informacji kiedy i od kogo przyjął sakrę biskupią.